# Sciacca
Sciacca település Olaszországban, Szicília régióban, Agrigento megyében. Lakosainak száma 38 967 fő (2023. január 1.). Sciacca Caltabellotta, Menfi, Ribera és Sambuca di Sicilia községekkel határos.

## Népesség
A település lakossága az elmúlt években az alábbi módon változott:
| Lakosok száma | 40 713 | 40 488 | 38 967 |
|               | 2017   | 2018   | 2023   |